# Destiny (X-Men)
Destiny (echte naam Irene Adler) is een personage uit de strips van Marvel Comics en een vijand van de X-Men. Ze werd bedacht door schrijver Chris Claremont en tekenaar John Byrne en verscheen voor het eerst in Uncanny X-Men #141 (januari 1981).
Destiny is een mutant met de gave om in de toekomst te kijken. Ondanks dat ze blind is kon ze zeer accuraat toekomstige gebeurtenissen voorspellen. Ze vulde verschillende dagboeken met voorspellingen over de toekomst van de mensheid. Deze speelden ook jaren na haar dood nog een grote rol in de X-Men-strips.
Claremont was oorspronkelijk van plan om Destiny de geliefde te laten worden van Mystique, maar Marvel stond destijds niet toe dat er lesbiennes of biseksuele personages voorkwamen in hun strips. Jaren later werd toegegeven dat de twee inderdaad geliefden waren.

## Karakter geschiedenis
Destiny was jarenlang de geliefde van Mystique. Volgens X-Treme X-Men #1, werkte Mystique als een advies detective toen Destiny haar opzocht en haar hulp vroeg bij het begrijpen van de visioenen die ze in haar dagboeken had opgeschreven. Volgens achtergrond details zou deze ontmoeting hebben plaatsgevonden rond 1900. De twee voedden samen hun adoptiedochter Rogue op, en bleven samen tot aan Destiny’s dood.
Mystique en Destiny stelden de tweede incarnatie van de Brotherhood of Mutants samen, bestaande uit ideologisch gemotiveerde terroristen. Later ging dit team voor de Amerikaanse overheid werken als de Freedom Force, in ruil voor vergeving van hun misdaden en bescherming tegen de vele mutantenhaters.
Tijdens een missie van de Freedom Force werd Destiny gedood door Legion, die op dat moment onder controle stond van Shadow King. Kort voor haar dood voorspelde ze dat Mystique een relatie zou krijgen met Forge. Dit gebeurde later ook even, toen beiden lid werden van de X-Men.
In een verhaallijn in de stripserie X-Factor, die plaatsvond jaren na Destiny’s dood, ontmoette Mystique een jonge mutant genaamd Trevor Chase, die haar “Tante Raven” noemde. In X-Factor #135 werd sterk de indruk gewekt dat Chase Destiny’s kleinzoon is.

## Krachten en vaardigheden
Destiny had de gave om verschillende mogelijke toekomsten te zien, en hier zo op in te spelen dat een van deze toekomstbeelden werkelijkheid zou worden. Hoewel ze blind was droeg ze altijd een kleine kruisboog bij zich. Ondanks haar blindheid kon ze hier prima mee schieten, omdat ze vooraf via haar visioenen al kon zien waar haar pijl zou landen.

## Destiny in andere media
Destiny verscheen in de X-Men: Evolution animatie serie. In deze serie is ze geen lid van de Brotherhood, en droeg ook nooit het kostuum dat ze in de strips altijd aanhad. Wel was ze een zeer goede vriend van Mystique, en zorgde voor Rogue voordat die zich bij de X-Men aansloot.
Daarnaast verscheen ze als NPC karakter in het computerspel X-Men Legends II: Rise of Apocalypse.

## Trivia
- Chris Claremont had oorspronkelijk als plan om Destiny en Mystique de biologische ouders te laten zijn van Nightcrawler.[1]
- Destiny’s echte naam komt van een gelijknamig personage uit het korte Sherlock Holmes verhaal "A Scandal in Bohemia".